# Redouane El Guezzar
Redouane El Guezzar (Fez, Marruecos, 1950) es un exfutbolista de Marruecos que jugaba en la posición de delantero.

## Carrera

### Club
Jugó toda su carrera con el MAS Fez de 1966 a 1982, con el que fue campeón en 1979 y campeón de copa en 1980.

### Selección nacional
Jugó para Marruecos en 16 ocasiones de 1974 a 1977 y anotó cuatro goles; participó en la Copa Africana de Naciones 1976 donde anotó un gol y fue campeón.

## Logros

### Club
- Botola (1): 1979
- Copa del Trono (1): 1980

### Selección nacional
- Copa Africana de Naciones (1): 1976